# Franz Xaver von Neumann-Spallart

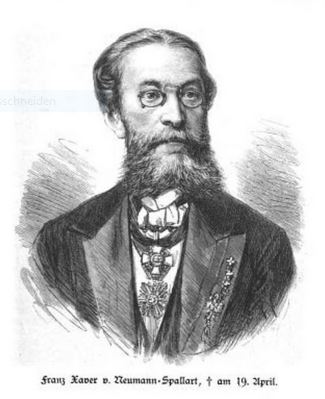
Franz Xaver von Neumann-Spallart

Franz Xaver von Neumann-Spallart (* 11. November 1837 in Wien; † 19. April 1888 ebenda) war ein österreichischer Volkswirt und Statistiker aus der Familie Neumann-Spallart.

## Leben
Er war einer von vier Söhnen des aus Tischnowitz in Mähren stammenden Gewerbefachmannes Joseph Franz Neumann (1797–1880) und dessen Ehefrau  Elise Marie Anna von Spallart (1799–1879). Als der Vater 1875 geadelt wurde, nahm er den Namen Neumann von Spallart an.
Franz Xaver studierte in Wien Rechts- und Staatswissenschaften, wurde 1863 Professor der Volkswirtschaft an der dortigen Handelsakademie. 1864 und 1865 vom österreichischen Handelsministerium zu den damals im Zug befindlichen zoll- und handelspolitischen Verhandlungen mit herangezogen, trat er durch Gründung des Vereins für volkswirtschaftlichen Fortschritt an die Spitze der österreichischen Freihandelspartei. Er erhielt 1869 den neubegründeten Lehrstuhl für Nationalökonomie an der Kriegsschule, von dem er später (1872) als außerordentlicher Professor an die Universität Wien und schon im folgenden Jahr als ordentlicher Professor an die Hochschule für Bodenkultur überging. Mit dieser Stellung verband er seit 1884 diejenige eines Honorarprofessors der Statistik an der Wiener Universität. Er hat den wesentlichen Anteil an der Gründung des Internationalen Statistischen Instituts genommen, als dessen Vizepräsident er auch bis zu seinem Tod am 19. April 1888 fungierte.
1886 wurde er als korrespondierendes Mitglied in die Russische Akademie der Wissenschaften in Sankt Petersburg aufgenommen.
Im Jahr 1894 wurde in Wien-Penzing (14. Bezirk) die Spallartgasse nach ihm benannt.
Seine Ehefrau Gabrielle (geb. Benedict von Mautenau) war eine österreichische Komponistin, sein Enkel Max Georg von Spallart ein österreichischer Theaterkapellmeister und Komponist. Ein großes Konvolut mit Kompositionen, Briefen, Fotos, Manuskripten und Urkunden aus dem Nachlass der Gabrielle von Neumann-Spallart wurde im Januar 2006 im Internet versteigert.

## Schriften
- Österreichs Handelspolitik in der Vergangenheit, Gegenwart und Zukunft, Wien 1864
- Die Zivilisation und der wirtschaftliche Fortschritt (als Einleitung zu dem von ihm im Auftrag der österreichischen Regierung redigierten Bericht über die Pariser Weltausstellung von 1867), Wien 1869
- Volkswirtschaft und Heereswesen, Wien 1869
- Volkswirtschaftslehre mit besonderer Anwendung auf Heerwesen und Militärverwaltung, Wien 1873
- Die Teurung der Lebensmittel, Berlin 1874
- Die Ernten und der Wohlstand in Österreich-Ungarn, Berlin 1874
- Die letzte Hungersnot in Indien, Jena 1875
- Indien als Kaiserreich, Leipzig 1877
- Die Reichsratswahlen in Österreich 1879, Stuttgart 1880
- Österreichs maritime Entwickelung, Stuttgart 1882
- Die von ihm seit 1870 in Behms Geographischem Jahrbuch veröffentlichten Übersichten über Produktion und Welthandel erschienen seit 1878 selbständig und erweitert unter dem Titel: Übersichten der Weltwirtschaft, Stuttgart, bis 1887: 5 Bde.